# Герб Белой Холуницы
Герб муниципального образования «Город Белая Холуница» — опознавательно-правовой знак, составленный и употребляемый в соответствии с правилами геральдики, служащий символом Белохолуницкого городского поселения Белохолуницкого района Кировской области Российской Федерации.

## Описание и обоснование символики
Геральдическое описание (блазон) гласит:
В червлёном поле серебряное острие, обременённое вверху тремя перекрещенными стрелами оперением вниз, лазоревой в столб и поверх двумя червлёными в косой крест; внизу поверх всего вписанное в полукруг цвета поля восходящее золотое солнце с пламеневидными просечёнными лучами, обращёнными по часовой стрелке, в которое вписан волнистый лазоревый круг, обременённый золотым окунем с червлёными нижними плавниками и хвостом
Обоснование символики:
Герб языком символов и аллегорий передает исторические, социально-экономические и природные особенности города Белая Холуница.
Город основан в 1764 года в связи со строительством Новотроицкого Холуницкого железоделательного завода на реке Белая Холуница (по указу Берг-коллегии от 21 марта 1762 года), предназначавшегося для переделки Климковского чугуна в различные сорта железа. Основателем Климковки и Белой Холуницы считается представитель известного дворянского рода Александр Иванович Глебов, в то время генерал-прокурор Российской Империи. Со временем Белая Холуница становится центром горнозаводского округа. В качестве железоделательного Белохолуницкий (Новотроицкий Холуницкий, Главнохолуницкий) завод действовал по 1909 год. Последними заводовладельцами были отец и сын — Альфонс Фомич и Викентий Альфонсович Поклевские-Козелл, при которых были модернизированы доменное и железоделательные производства на всех Холуницких заводах, удвоен выпуск железа. Поклевские-Козелл многое сделали и для Белой Холуницы. При них были построены первые каменные здания: главная контора заводов, дом управляющего (их украшает родовой герб Поклевских-Козелл), больничная усадьба, магазин, зрительный зал, открыто 4 общеобразовательные и 2 профессиональные школы, обновлено убранство всех церквей и другое.
В память о роли А. И. Глебова в появлении, а сына и отца Поклевских-Козелл — в значительном развитии Белой Холуницы в Гербе использованы стрелы, присутствующие в родовых гербах как Глебовых (золотой натянутый лук со стрелой в лазоревом поле), так и Поклевских-Козелл (три направленные вверх серебряные стрелы в червлёном поле). В Гербе цвета стрел выбраны по цвету полей, в которых они помещены в упомянутых гербах (лазоревое у А. И. Глебова и червлёное у А. Ф. и В. А. Поклевских-Козелл). 
Червлёные стрелы в косой крест образуют букву «Х», что в сочетании с серебряным (белым) цветом поля указывает на название города — Белая Холуница. Восходящее золотое солнце символизирует расцвет Белой Холуницы, которая из небольшого рабочего посёлка конца XVIII века стала городом с развитой социально-экономической инфраструктурой, центром района. Кроме того, стилизация лучей солнца, по форме напоминающих и плуги, и лопасти турбины генератора, аллегорически сообщает о том, что зарождение и развитие города на протяжении уже более чем 250 лет связано в первую очередь с железоделательным, а затем с машиностроительным заводом. Волнообразный лазоревый круг и золотой окунь с червлёными плавниками и хвостом символизируют старинный пруд, богатый рыбой, несомненную природную достопримечательность города, самый большой водоем области.
Символика цветов в геральдике: золото (графически отображается желтым цветом) символизирует богатство, как духовное, так и материальное, верность, справедливость, мудрость; серебро (графически отображается белым цветом) означает чистоту, милосердие, благородство, согласие; червленый (красный) цвет — цвет любви и одновременно отваги, мужества, щедрости; лазоревый (синий) цвет — символ целеустремленности, силы, упорства, верности.

## История
- 17 декабря 2007 — герб района утверждён решением Белохолуницкой городской Думы[3].
- Герб города Белая Холуница включён в Государственный геральдический регистр Российской Федерации под № 4285[1].